# Brandolinis lag
Brandolinis lag är ett modernt tänkespråk med innebörden att det krävs en större arbetsinsats att motbevisa ett falskt påstående, än vad det gör att sprida samma påstående vidare.

## Bakgrund
Den italienska programmeraren Antonio Brandolini formulerade i januari 2013 tänkespråket efter att ha sett en politisk talkshow med den tidigare italienska premiärministern Silvio Berlusconi. Brandolinis lag formulerades ursprungligen på engelska som ”The amount of energy needed to refute bullshit is an order of magnitude bigger than that needed to produce it.” På svenska betyder det ungefär att ”[Det] tar många gånger mer tid och arbete att motbevisa ett falskt påstående än att sprida det.”